# Мадіна Рахім
Мадіна Рахім (нар. 9 квітня 1985) — колишня казахська тенісистка.

## Фінали ITF

### Парний розряд: 1 (0–1)
| Результат | Дата          | Категорія | Турнір      | Покриття   | Партнерка    | Суперниці                   | Рахунок       |
| --------- | ------------- | --------- | ----------- | ---------- | ------------ | --------------------------- | ------------- |
| Поразка   | 22 липня 2007 | $10,000   | Вічита, США | Тверде (o) | Anna Egorova | Дженніфер Елі Єлена Панджич | 2–6, 6–3, 1–6 |